# Chloriona japonica
Chloriona japonica är en insektsart som beskrevs av Matsumura 1935. Chloriona japonica ingår i släktet Chloriona och familjen sporrstritar. Inga underarter finns listade i Catalogue of Life.